# Historia Międzyzdrojów

## Okres od powstania osady do przekształcenia w miejscowość turystyczną (1186–1850)
Pierwsze ślady osadnictwa na terenie wyspy Wolin pochodzą z epoki kamienia. Na okres ten datuje się odkryte w 1883 roku na obszarze miejskim Wolina oraz na południowo-zachodnich obrzeżach Międzyzdrojów w okolicach szlaku handlowego topory krzemienne.
Cztery lata później w tych samych miejscach odkryto przedmioty wyrabiane w epoce brązu: miecze oraz biżuterię, m.in. kabłąki. Znalezisko przekazano do szczecińskiego muzeum.
Pierwsze pisemne źródło na temat Międzyzdrojów pochodzi z końca XII wieku. Jest nim akt fundacyjny z 1186 roku, wydany przez księcia pomorskiego Bogusława I. Dokument dotyczy przyznania ziem kapitule katedry – terenu od okolic Lubina do jeziora Gardno, obejmującego powierzchnię około 1/3 zachodniej części Wolina. Katedra otrzymała ziemie należące m.in. do Wisełki, Laski, Trzciągowa, Zalesia oraz Kępieńca. Ze wszystkich wymienionych wsi najbliżej obecnego obszaru Międzyzdrojów leżą 2 ostatnie. Kępieńce nie istnieją obecnie jako samodzielny obszar administracyjny.
W okolicach 1554 roku na szlaku handlowym z Kamienia Pomorskiego do wsi Świna przez Dziwnów powstała karczma, pełniąca również rolę rogatki książęcej, pobierającej myto od przejeżdżających. Pierwsze wzmianki pochodzą z akt sądowych na temat sporu księcia z biskupem kamieńskim o daniny z karczmy. Po raz pierwszy pojawiają się nazwy wsi: Misdroie, Missdroy, Misdroige, Misdröge.
Na temat działalności karczmy zachowało się wiele informacji. Obecnie wiadomo, że karczmarz zobowiązany był płacić kościołowi szóstą część swoich dochodów w naturze. Zachowały się również nazwiska kolejnych właścicieli karczmy. Jako jednego z pierwszych naukowcy podają Jakuba Blocka. W 1570 roku karczmarz Joachim Bolz (albo Belitz) mieszkał we wsi Międzyzdroje z dwoma samodzielnymi gospodarzami Karstenem Schmidtem i Pawłem Tepelke oraz czterema parobkami. W 1594 roku oprócz karczmarza we wsi było już ośmiu gospodarzy. Wszyscy oni płacili daninę proboszczowi w Lubiniu, wynoszącą trzy kwarty żyta i owsa.
Spory między księciem i biskupem trwały do końca XVI wieku. Karczmę po raz ostatni ujęto w spisie dóbr biskupich w 1579 roku. Później przeszła pod władzę księcia, który w pobliżu założył folwark Kodram, obecnie istniejący jako wieś Kodrąb.
Spustoszenie we wsi przyniosła w 1628 roku wojna trzydziestoletnia. Międzyzdroje miały w tym czasie 21 mieszkańców, od których pobierano daniny na potrzeby wojska. Podczas wojny miejscowość stała się terenem przemarszów wojsk cesarskich i szwedzkich. Prusacy w pobliżu karczmy zbudowali swoje szańce, które przetrwały do końca XVII wieku. Niedaleko znajdowało się także jedyne przejście z Półwyspu Przytorskiego na Wolin. Podczas wojny Międzyzdroje dostały się pod panowanie szwedzkie. W 1637 roku karczmarzem został Krucke, Szwed, będący również właścicielem wsi. Większość mieszkańców w tym czasie utrzymywała się z rybołówstwa. Kolejnym właścicielem karczmy został Hans Schűneman, który w latach 1688–1697 zbudował na jej miejsce nową. Pod koniec wieku Międzyzdroje zamieszkiwało 15 osób. 18 czerwca 1615 roku przybyły do Międzyzdrojów wojska cesarskie. Kolejne walki i przemarsze wojsk spowodowały dalsze wyniszczenie wsi i spowolnienie przybywania osadników. W 1720 roku Pomorze wróciło pod panowanie pruskie. W 1771 roku ludność wsi liczyła 31 mieszkańców, w tym dwie rodziny samodzielnych gospodarzy. Pozostali osadnicy należeli do klasy parobków i pasterzy zamieszkujących szałasy. Pięć lat później w ramach akcji kolonizacyjnej do Międzyzdrojów przeprowadziły się cztery rodziny. Problem stanowiło zagospodarowanie terenów rolnych. Pola zostały zniszczone podczas XVII-wiecznych walk. Ostatecznego zniszczenia pól dokonały w drugiej połowie XVIII wieku wydmy, zasypując je piaskiem. W 1778 roku doszło do zasypania drogi handlowej do Świnoujścia na odcinku około 2-3 kilometrów, wynikiem czego było powstanie nowego szlaku komunikacyjnego w rejonie obecnie istniejącej wsi Lubiewo. Przestała istnieć karczma. Początkowo wielokrotnie odkopywana, w 1795 roku zamieniła się we wzgórze piaskowe. W tym samym roku liczba mieszkańców wzrosła do 52 osób, w tym 28 dorosłych. Gospodarstwa zajmowały teren 29 mórg i 115 prętów kwadratowych, czyli około 7,5 hektara.
W 1812 roku wytoczono we wsi drogę przebiegającą koło miejsca, gdzie dawniej znajdowała się karczma. Nową karczmę zbudowano na skrzyżowaniu dróg Dziwnów – Wolin – Świnoujście. Wieś zaczęła w tym okresie zmieniać charakter z rolniczo-hodowlanego na rybacki. Mieszkańcy porzucili uprawę ziemi na rzecz rybołówstwa. W 1821 roku mieszkańcy Międzyzdrojów zostali zwolnieni z danin pańszczyźnianych. W 1832 roku przeprowadzono podział wsi na trzymorgowe parcele.
W okolicach 1835 roku do Międzyzdrojów przybyli pierwsi wczasowicze. W dużej mierze były to osoby odwiedzające Świnoujście, ceniące sobie wypoczynek w małej, nadmorskiej wiosce rybackiej. W 1847 roku liczące 316 mieszkańców Międzyzdroje odwiedziło 382 letników.
Powstało też pierwsze kasyno gry, którego właścicielem został sołtys Pust. Wyznaczone zostały dwa kąpieliska, oddalone od siebie o około 1200 stóp. Jedno z nich przeznaczone było dla kobiet, a drugie dla mężczyzn.
Poszerzone zostały drogi w kierunku Wolina i Świnoujścia. Niewielkie statki zaczęły przewozić turystów z Kamienia Pomorskiego, Świnoujścia i Szczecina. Wybudowano kwatery prywatne, zdolne pomieścić blisko 500 osób. Wytyczono trasę spacerową w pobliżu plaży, która pozostała do dzisiaj jako ulica Bohaterów Warszawy.

## Powstanie i rozwój kurortu w latach 1850–1918

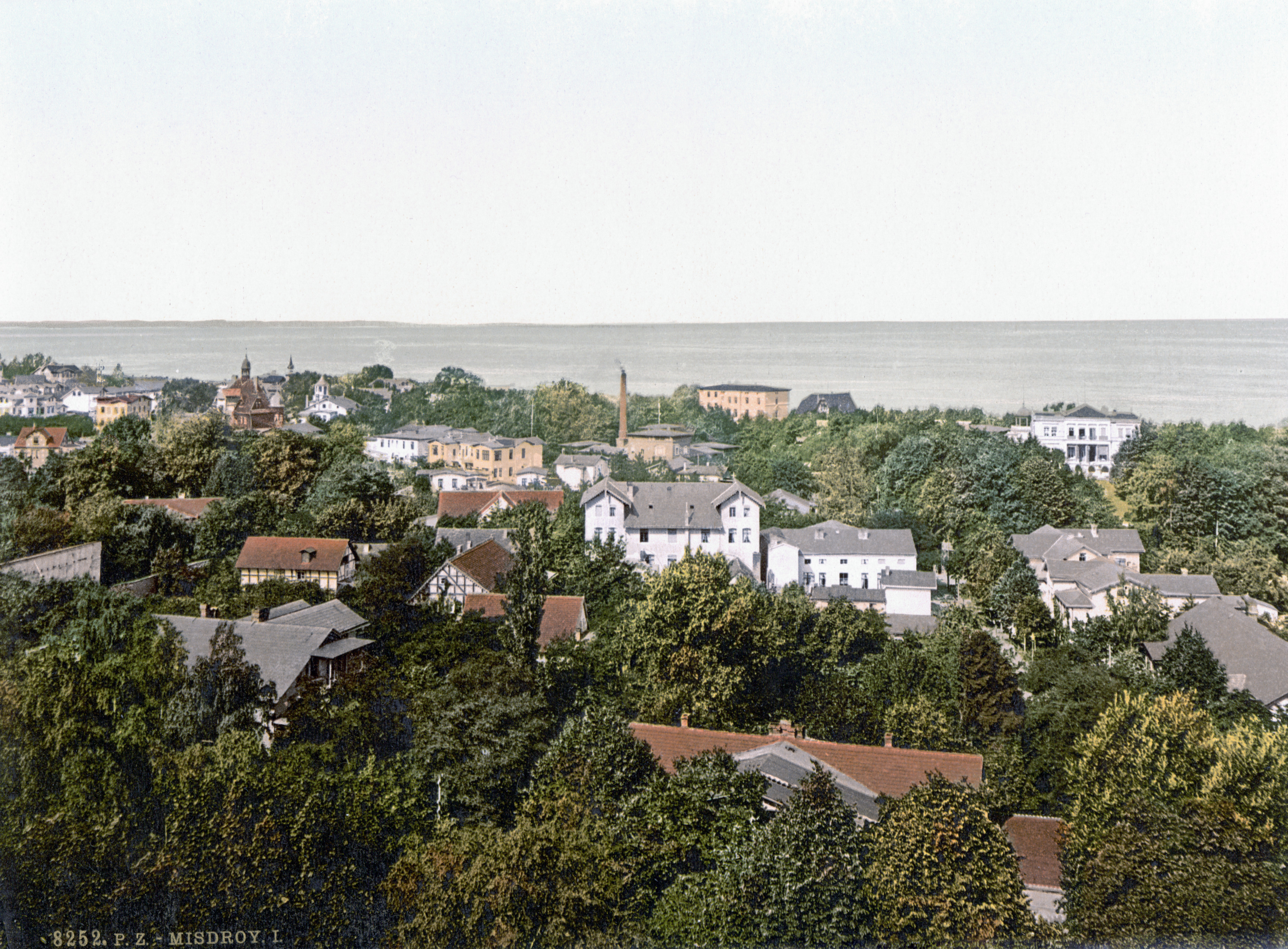
Międzyzdroje w ostatniej dekadzie XIX w.

Koniec XIX wieku przypieczętował przemianę wioski w nadmorski kurort. Wybudowano nowe hotele i pensjonaty. W 1855 roku rozpoczęto zbiórkę funduszy na kościół parafialny, która zakończyła się w 1862 roku budową w południowo-wschodniej części miasta świątyni pod wezwaniem św. Piotra Apostoła. Międzyzdroje liczyły wówczas 439 mieszkańców. Na ich terenie mieściło się 125 domów i 77 budynków gospodarczych. W 1860 roku belgijski kupiec nazwiskiem Lojeune wybudował w pobliżu promenady dom zdrojowy z zespołem trzech willi. Założył również park zdrojowy. W 1879 roku całość posiadłości została wykupiona przez zarząd gminy. W 1884 roku powstało niewielkie molo. W latach 90. XIX wieku doszło do serii odczytów i publikacji informujących o właściwościach międzyzdrojskiego klimatu. Autorem publikacji był radca sanitarny, dr Oswald. Mieszkańcy, w darze wdzięczności za promocję miejscowości, jego nazwiskiem nazwali jedną z ulic.
Do 1910 roku powstało 14 hoteli, szereg pensjonatów oraz domów prywatnych, które można było wynająć. Pośrednictwem w wynajmie miejsc noclegowych zajmował się zarząd gminy. Był on również organem kontrolnym stanu higieny i poziomu komfortu w kwaterach. Na przełomie 1902 i 1903 roku powstała poczta z czynną całodobowo wysyłką telegramów. Jako dostawcy żywności z Międzyzdrojami współpracowało sześciu rzeźników, sześciu rybaków, dziewięciu piekarzy i jedenastu sprzedawców warzyw i owoców. Działało także czternaście sklepów z towarami importowanymi.
W 1901 roku rozpoczęto budowę kolei żelaznej na trasie Wolin – Świnoujście. W 1902 roku do trasy włączono Międzyzdroje. 1 lipca 1906 roku otwarto 300-metrowe molo, którego właścicielem był jeden z radców nazwiskiem Bötther. Budowla stała się drugim, obok parku zdrojowego, elementem koncentrującym życie towarzyskie uzdrowiska. Od momentu jej otwarcia rozpoczęto także organizować coroczne koncerty symfoniczne w sezonie letnim. Pomimo że podczas I wojny światowej Międzyzdroje nie doznały strat materialnych, okres ten przełożył się znacząco na spadek liczby kuracjuszy, co odbiło się w dochodach mieszkańców.

## Rozwój miejscowości wokresie międzywojennym

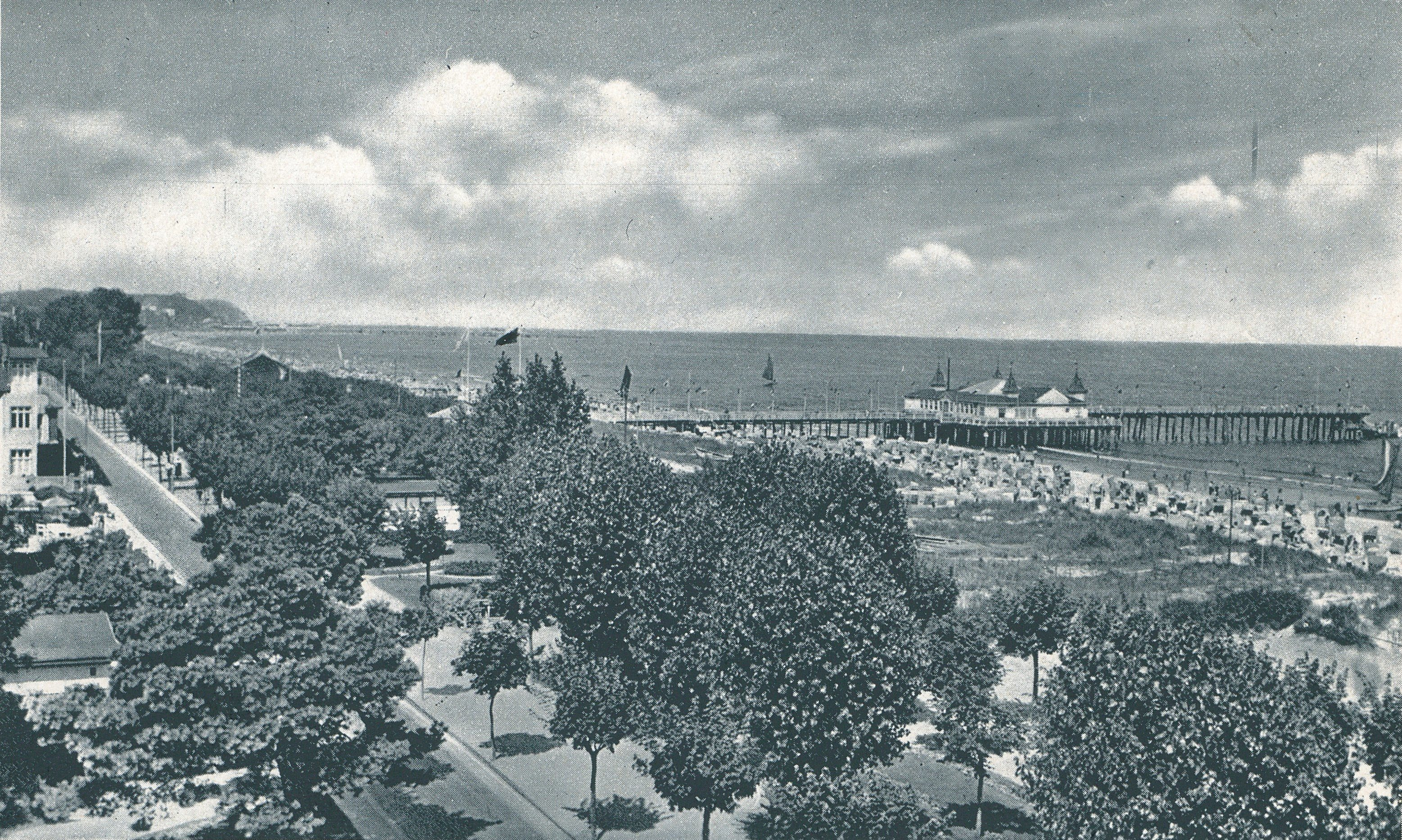
Międzyzdroje około 1936–1945

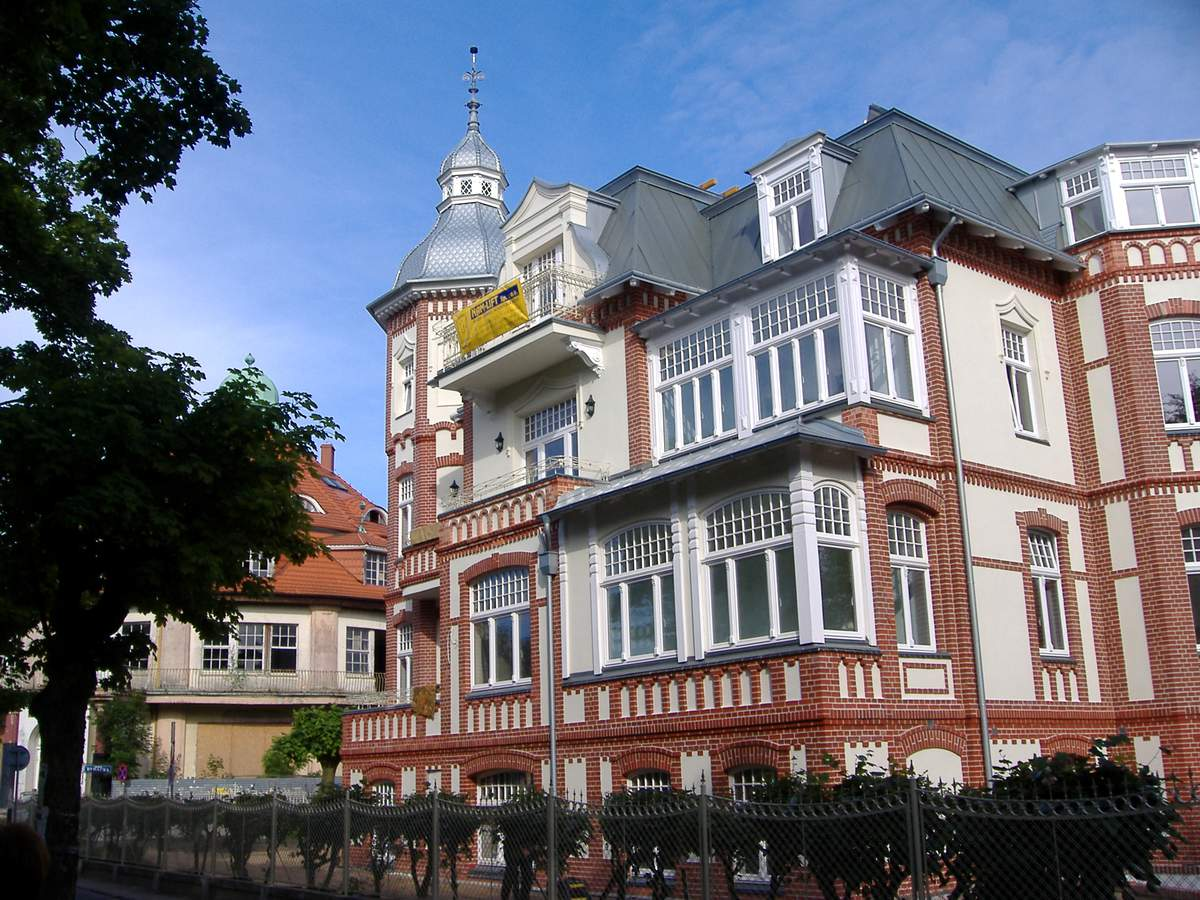
Przedwojenna willa

Po zakończeniu I wojny światowej Międzyzdroje ponownie zaczęły się rozwijać. W dalszym ciągu rozbudowywano miejscowość, jednak z mniejszą dynamiką, niż przed wojną. Zwiększono zakres usług leczniczych. W 1924 zlikwidowano podział plaży na części dla kobiet i mężczyzn, otwierając jedno kąpielisko dla wszystkich. W 1927 roku Międzyzdroje rozbudowały się do około 100 hoteli i pensjonatów. Większość ośrodków posiadało aparaty telefoniczne i bieżącą ciepłą wodę. Przy promenadzie i ul. Zwycięstwa wybudowano pierwsze stacje benzynowe oraz zakłady naprawcze samochodów, motorów i rowerów. W pobliżu dawnego targu działał zakład wytwarzający i sprzedający sprzęt plażowy, głównie chroniące przed wiatrem wiklinowe kosze. Na przełomie lat 20. i 30. przeprowadzono kolejną akcję budowlaną w miasteczku. W latach 1926–1930 przebudowano i powiększono dom zdrojowy przy parku oraz dwa największe hotele Seeblick i Victorię. Oba hotele zachowały się do dziś jako Bałtyk i Posejdon. Wyznaczono nowe trasy spacerowe wzdłuż wydm. W latach 1930–1935 przedłużono Promenadę Victoria. Zachodnie wydłużenie nazwano promenadą Quistorpa, natomiast wschodnie promenadą Röchling. Nazwy pochodzą od nazwisk właścicieli i fundatorów. Na terenie plaży założono kawiarnie i bary mieszczące się w drewnianych domach.
Ciągle powstawały nowe domy, istniejące podwyższano o jedną lub dwie kondygnacje. Zagęszczono zabudowę centrum i południowych obrzeży. W 1932 r. Międzyzdroje liczyły 3617 mieszkańców i 619 budynków murowanych, a w 1935 roku liczba mieszkańców wzrosła do 4000. W tym samym roku padł rekord – do miasta przyjechało 20 tysięcy turystów. Rozwój miasta przerwał w 1939 roku wybuch drugiej wojny światowej. Ostatnią decyzją władz miejskich była rozbudowa cmentarza, która jednak nie doszła do skutku.
W latach 1940–1944 dowództwo wojsk niemieckich, stacjonujące na wyspie, zorganizowało dodatkowy szpital w Międzyzdrojach, przy promenadzie.

## Międzyzdroje po II wojnie światowej

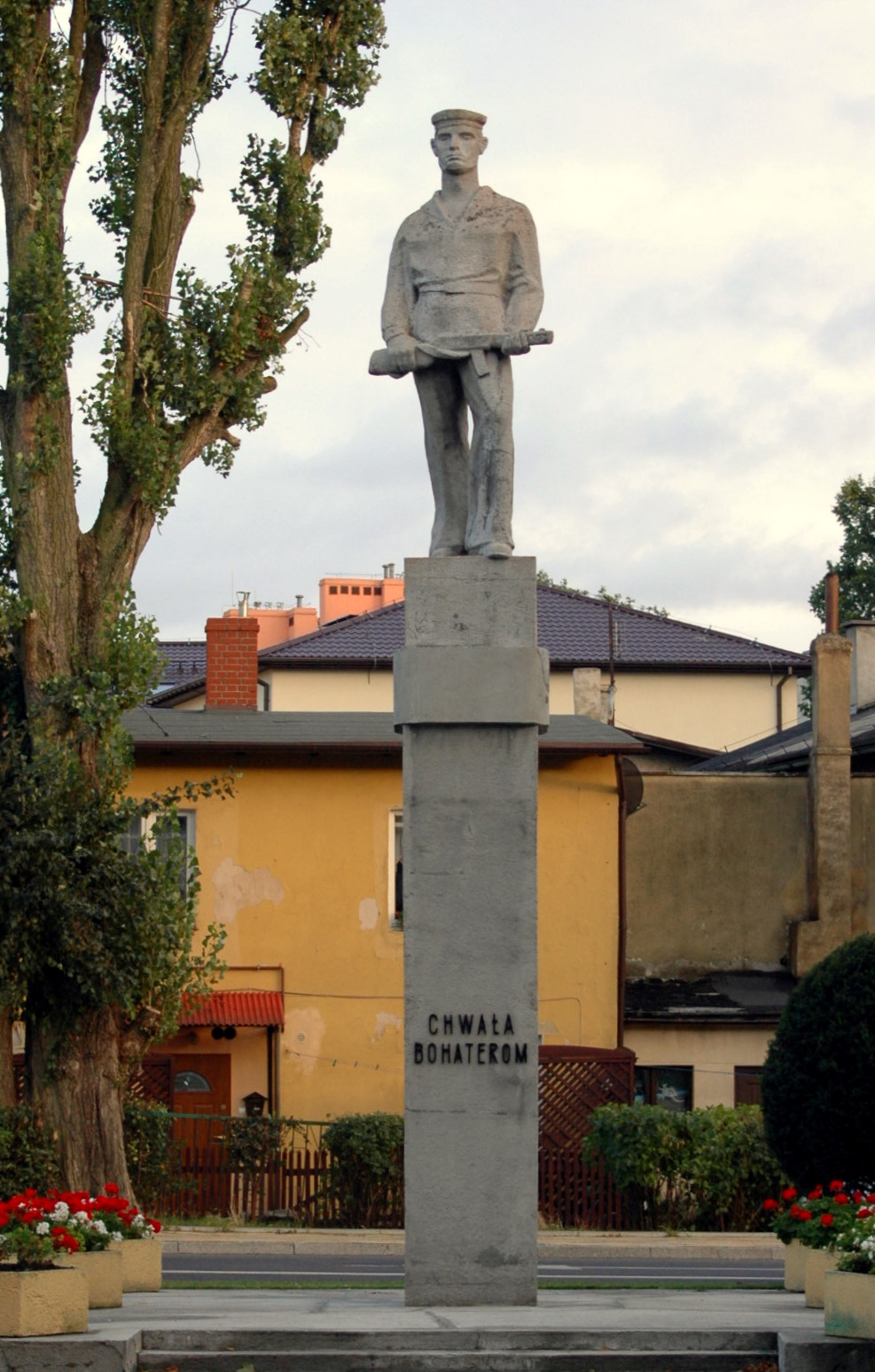
Pomnik poświęcony żołnierzom II wojny światowej

Zgodnie z ustaleniami konferencji poczdamskiej osada przekazana została administracji polskiej. Międzyzdroje liczyły wówczas około 4000 mieszkańców, głównie ludzi starszych, kobiet i dzieci. Większość z nich została wysiedlona do Niemiec w latach 1946–1948. Z 675 budynków istniejących w 1939 roku wojnę przetrwało 561. Duży problem stanowiło zniszczenie linii kolejowej, łączącej miejscowość ze stałym lądem; oddano ją ponownie do użytku w 1948 roku. W 1936 roku, podczas spisu ludności, Międzyzdroje zostały uznane za miasto, czego skutkiem stało się wykonanie w 1946 roku na zlecenie kierownika referatu samorządowego wolińskiego starostwa pieczęci magistratu. Kierunek odbudowy miasta był związany z wczasowo-uzdrowiskową funkcją, jaką miał pełnić kurort. W 1946 roku powstał Państwowy Zarząd Uzdrowisk i Kąpielisk. W 1948 rozpoczęła działalność Komisja Uzdrowiskowo-Wczasowa, której zadaniem była troska o prawidłowy rozwój miasteczka. W 1951 roku powstało Miejskie Przedsiębiorstwo Gospodarki Komunalnej. Zaczęto odtwarzać istniejącą wcześniej sieć usług. Starano się remontować istniejące obiekty usługowe, które tego wymagały. W późniejszym etapie prac rozpoczęto budowę nowych obiektów. Podczas odbudowy miasta nie posłużono się pierwotnie powstałym planem zagospodarowania, co doprowadziło do powstania błędów w strukturze architektonicznej miejscowości.
31 grudnia 1959 roku do miasta przyłączono obszar o powierzchni 331,35 ha. Lata 60. to okres dużych inwestycji – odremontowano dużą część domów, głównie przy promenadzie nad brzegiem morza. Odbudowie poddane zostało również molo. Zlikwidowano znajdujący się na nim żelazny, przeszklony pasaż. 3 marca 1960 roku utworzono Woliński Park Narodowy o powierzchni ok. 4961 ha. Stał się on przedmiotem badań studialnych Wolińskiego Muzeum mieszczącego się na Wzgórzu Przyjaźni w Międzyzdrojach.
Międzyzdroje stały się wkrótce największym kąpieliskiem morskim Pomorza Zachodniego. Pod koniec lat 60. XX w. sam tylko FWP prowadził tu, głównie w oparciu o przejęte poniemieckie wille i pensjonaty, 17 ośrodków wypoczynkowych („Błyskawica”, „Energia”, „Fala”, „Kasia”, „Korsarz”, „Latarnia Morska”, „Mars”, „Mewa”, „Minerwa”, „Morskie Oko”, „Patria”, „Polonia”, „Rybitwa”, „Slavia”, „Satyr”, „Sorento” i „Warszawianka”). W łącznie 74 budynkach dysponował on wówczas ok. 2400 miejscami noclegowymi. Prowadzono głównie 14-dniowe wczasy rodzinne. Niektóre budynki wyposażone były już w centralne ogrzewanie, dzięki czemu sezon wczasowy był znacznie wydłużony.
W 1972 roku miasto zostało włączone w obszar Świnoujścia. W latach 1970–1973 wybudowano przy promenadzie pawilony: spożywczy, konfekcyjny oraz gastronomiczny, które istnieją także obecnie, tworząc ciąg handlowo-usługowy. W 1984 roku zostało ponownie ustanowione miasto Międzyzdroje, które objęło obszary miejscowości: Lubiewo, Kępieńce, Międzyzdroje i Rozkolnik. W 1985 roku liczba miejsc noclegowych w ośrodkach wczasowych wynosiła 25 tysięcy.
1 stycznia 2011 r. zniesiono urzędowe nazwy dla dwóch części miasta: Kępieńce i Rozkolnik.